# Mac Koshwal
Nayal Martin Koshwal, detto Mac (Giuba, 19 ottobre 1987), è un ex cestista sudanese con cittadinanza statunitense.